# Kategoria e Parë 1949
La Kategoria e Parë 1949 fu la 12ª edizione della massima serie del campionato albanese di calcio disputato tra il 27 marzo e il 31 luglio 1949 e concluso con la vittoria del KF Partizani Tirana, al suo terzo titolo.
Capocannoniere del torneo fu Loro Boriçi (KF Partizani Tirana) con 12 reti.

## Formula
Il torneo tornò a disputarsi con la formula del girone unico. Il numero delle squadre partecipanti scese a 9 e disputarono un turno di andata e ritorno per un totale di 16 partite.
L'ultima classificata retrocedette in Kategoria e Dytë.
Il KS Vllaznia Shkodër cambiò nome in Shkodra, il Ylli i Kuq Durrës diventò Durrësi, il 17 Nëntori Tirana tornò SK Tirana, il Bashkimi Elbasanas diventò Elbasani, il KS Apolonia Fier si chiamò Fieri e infine l'8 Nëntori Shijak si chiamò Shijaku

## Squadre
| Squadra             | Città   | Stadio | Stagione 1948      |
| ------------------- | ------- | ------ | ------------------ |
| Shkodra             | Scutari |        | 2º gruppo A        |
| Dinamo Korçë        | Coriza  |        | 6º Gruppo A        |
| Durrësi             | Durazzo |        | 4º Gruppo A        |
| Tirana              | Tirana  |        | 3º Gruppo A        |
| Elbasani            | Elbasan |        | 2º Gruppo B        |
| Shijaku             | Shijak  |        | 5º Gruppo B        |
| KF Partizani Tirana | Tirana  |        | Campione d'Albania |
| Fieri               | Fier    |        | 3º Gruppo B        |
| KS Besa Kavajë      | Kavajë  |        | 5º Gruppo A        |

## Classifica
|                    | Pos. | Squadra             | Pt | G  | V  | N | P  | GF | GS | DR  |
| ------------------ | ---- | ------------------- | -- | -- | -- | - | -- | -- | -- | --- |
| Albania (bandiera) | 1.   | KF Partizani Tirana | 30 | 16 | 14 | 2 | 0  | 61 | 7  | +54 |
|                    | 2.   | Shkodra             | 26 | 16 | 12 | 2 | 2  | 55 | 11 | +44 |
|                    | 3.   | Durrësi             | 20 | 16 | 9  | 2 | 5  | 25 | 14 | +11 |
|                    | 4.   | SK Tirana           | 16 | 16 | 7  | 2 | 7  | 25 | 19 | +6  |
|                    | 5.   | KS Besa Kavajë      | 16 | 16 | 7  | 2 | 7  | 32 | 27 | +5  |
|                    | 6.   | Dinamo Korçë        | 12 | 16 | 4  | 4 | 8  | 17 | 41 | -24 |
|                    | 7.   | Elbasani            | 9  | 16 | 4  | 1 | 11 | 17 | 41 | -24 |
|                    | 8.   | Fieri               | 9  | 16 | 3  | 3 | 10 | 17 | 54 | -37 |
|                    | 9.   | Shijaku             | 6  | 16 | 1  | 4 | 11 | 13 | 48 | -35 |

Legenda:

      Campione d'Albania
      Retrocesso in Kategoria e Dytë
Note:

Due punti a vittoria, uno a pareggio, zero a sconfitta.

## Verdetti
- Campione: KF Partizani Tirana
- Retrocessa in Kategoria e Dytë:Shijaku